# Michael Horse
Pour les articles homonymes, voir Horse.
Michael Horse est un acteur américain d'origine amérindienne né dans l'Arizona le 21 décembre 1951. Il est surtout connu en France pour son interprétation de l'adjoint Hawk dans la série Mystères à Twin Peaks. Né de métis hispano-amérindiens (il compte des ancêtres Yaquis et Apaches), il apprit l'orfèvrerie traditionnelle, la poterie et la peinture. Il a toujours combiné à son activité d'artisan traditionnel une carrière d'acteur et de cascadeur.

## Filmographie
- 1981 : Le Justicier solitaire (The Legend of the Lone Ranger) : Tonto
- 1982 : The Avenging : Josuah
- 1986 : The Check Is in the Mail... : Pool attendant
- 1988 : Buckeye and Blue : Cherokee Bill
- 1988 : Magie rose (Love at Stake) : Medicine Man
- 1988 : Rented Lips : Bobby Leaping Mouse
- 1989 : Deadly Weapon : Indian Joe
- 1989 : Legend of 'Seeks-To-Hunt-Great' : Old Indian / 'Seeks-To-Hunt-Great'
- 1989 : Camp Candy (série télévisée) (voix)
- 1990 : Randado, ville sans loi (Border Shootout) de Chris McIntyre : Dandy Jim
- 1991 : Twin Peaks, Saisons 1 et 2 : Adjoint Tommy "Hawk" Hill
- 1992 : Passager 57 (Passenger 57) : Forget
- 1993 : House of Cards : Stoker
- 1993 : Problem Child (série télévisée) : Additional Voices (voix)
- 1993 : Le Retour des Incorruptibles ("The Untouchables") (série télévisée) : Agent George Steelman (1993)
- 1994 : La Femme Lakota (Lakota Woman: Siege at Wounded Knee) (TV) : Dennis Banks
- 1994 : X-Files : Aux frontières du réel : Shérif Charles Tskany (épisode 1x19 : Métamorphoses)
- 1995 : Riders in the Storm : Dirty Bob
- 1992 : Au nord du 60e ("North of 60") (série télévisée) : Andrew One Sky (1995-97)
- 1996 : American Strays : Lead Cop
- 1996 : Navajo Blues : Bogay
- 1997 : The Legend of Calamity Jane (série télévisée) : Quanna Parker (voix)
- 1998 : Gargoyles: Brothers Betrayed (vidéo) : Peter Maza (voix)
- 1998 : Star of Jaipur : Colonel Ironwood
- 1998 : Shattered Illusions : Eddie
- 1999 : In the Blue Ground (TV) : Andrew One Sky
- 1999 : Roswell : Owen Blackwood
- 2000 : The Other Side : Ray
- 2000 : Malcolm (série télévisée) : Agent de sécurité
- 2001 : Dirt : Native American Convict
- 2001 : Dream Storm (TV) : Andrew One Sky
- 2002 : Spirit, l'étalon des plaines (Spirit: Stallion of the Cimarron) : Little Creek's Friend (voix)
- 2002 : A.K.A. Birdseye : Pete Longshadow
- 2002 : Liberty's Kids: Est. 1776 (série télévisée) (voix)
- 2003 : 18 Money : John Baxter
- 2017 : Twin Peaks (saison 3) : Adjoint Tommy "Hawk" Hill
- 2020 : The Blacklist (saison 7, épisode 14) : Twamie Ullulaq